# Paltashaco
Paltashaco es una localidad peruana, capital del distrito de Santa Catalina de Mossa, que conforma la provincia de Morropón del departamento de Piura, en Perú. En el 2017 tenía una población de 345 habitantes.